# Val de Santa María
Val de Santa María  es una localidad española del municipio de Otero de Bodas, en la provincia de Zamora, comunidad autónoma de Castilla y León.

## Geografía
La población se encuentra situada en un valle, con un casco urbano de casas apretadas, entre las que destaca su iglesia parroquial y especialmente su espadaña. A las afueras de la población, se encuentra la ermita de los Santos Mártires, en la actualidad en estado de abandono.

## Historia
En la Edad Media, Val de Santa María quedó integrado en el Reino de León, cuyos monarcas acometieron la repoblación del oeste zamorano.
Durante la Edad Moderna, Val de Santa María estuvo integrado en la provincia de las Tierras del Conde de Benavente. No obstante, al reestructurarse las provincias y crearse las actuales en 1833, Val de Santa María pasó a formar parte de la provincia de Zamora, dentro de la Región Leonesa, quedando integrado en 1834 en el partido judicial de Puebla de Sanabria.
En torno a 1850, Val de Santa María se integró en el municipio de Otero de Bodas.

## Demografía
Cuenta con menos de medio centenar de habitantes censado, aunque durante el periodo estival se incrementa notablemente por la vuelta de la población que emigró principalmente a mediados del siglo XX.